# Codan

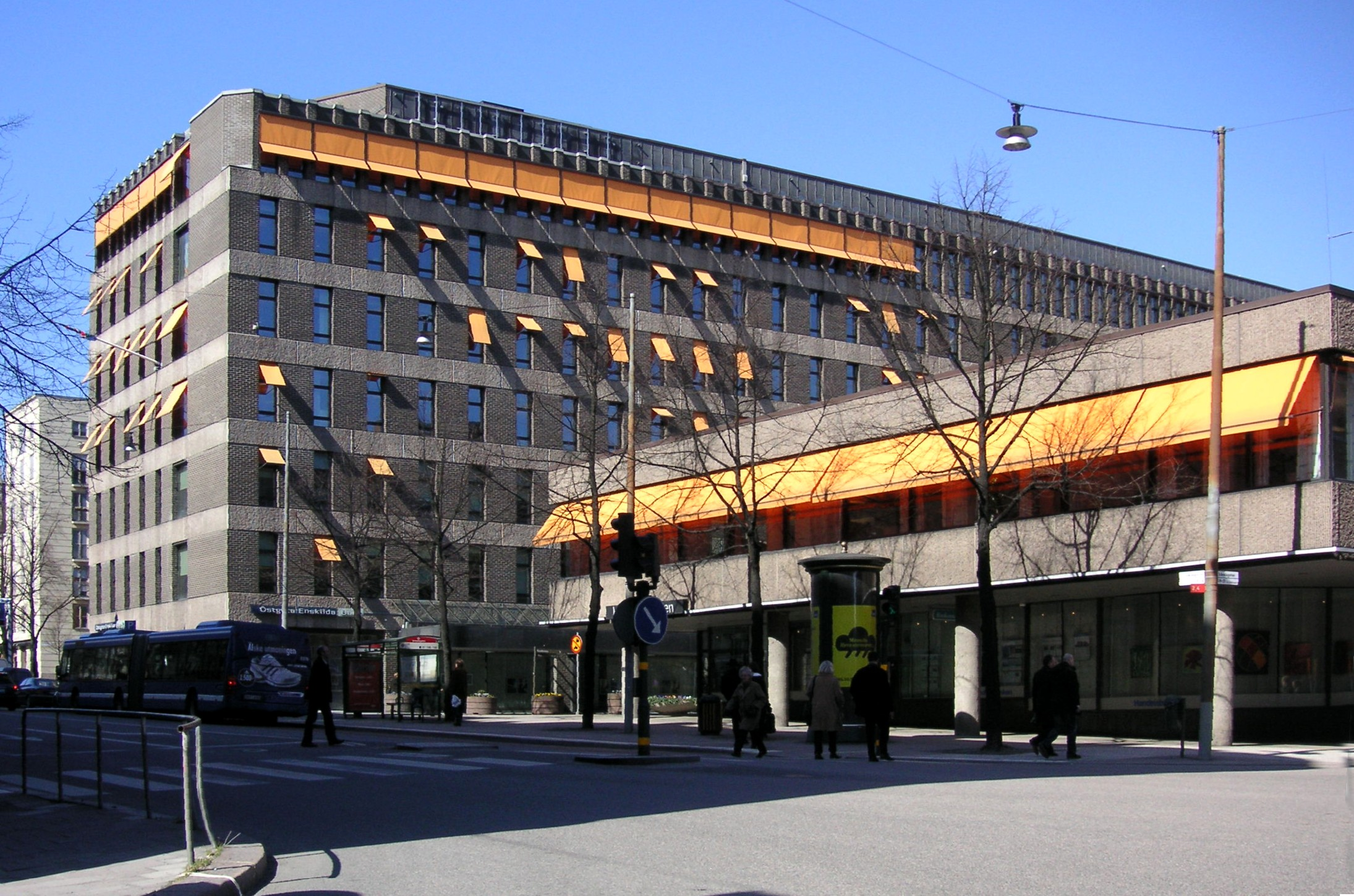
Försäkringskoncernen Trygg-Hansas tidigare huvudkontor i Stockholm, förvärvades 2003 från SEB.

Codan är ett danskt försäkringsbolag ägt av brittiska RSA Insurance Group. Bolaget bildades 1916 och är idag verksamt inom sakförsäkringar, men har tidigare även drivit verksamhet för både livförsäkring och bank. Bolaget har varit huvudsakligen utlandsägt sedan 1984, men fram till juli 2007 var det noterat på Köpenhamns fondbörs. Koncernchef är Patrick Bergander. Namnet Codan kommer av latinets Sinus Codanus, som betyder Östersjön.
I Sverige är det dotterbolaget Trygg-Hansa som bedriver verksamhet. Varumärket används på licens från SEB. I Norge använde man fram till 2008 samma varumärke, men säljer numera under sitt eget varumärke, Codan Forsikring, där.

## Trygg-Hansa
Codan genomförde 1999 ett antal affärer med svenska SEB, där de viktigaste komponenterna var att Codan förvärvade Trygg-Hansa Sak, och att SEB förvärvade Codan Bank. Genom affärerna kunde Codan etablera sig i Sverige och Norge samt avveckla sitt engagemang i banksektorn, samtidigt som SEB kunde expandera sin verksamhet i Danmark. För att kunna bedriva sakförsäkringsrörelsen separat, efter det att Trygg-Hansa uppgått i SEB 1997, erhöll man en licens från SEB om att få använda varumärket på sakförsäkringsmarknaden. 
För en kund med sakförsäkring i Trygg-Hansa har förändringarna inneburit att man gått från att vara kund hos den svenska försäkringskoncernen Trygg-Hansa till att via Codan vara kund i den brittiska försäkringskoncernen RSA Insurance Group. Även som en del av RSA har man fortsatt den verksamhet som inleddes 1954 med att skänka livbojar som finns utplacerade vid badplatser och kustområden. Fram till maj 2007 sponsrade man även den Svenska Hockeyligan, vilken varit associerad med Trygg-Hansas varumärke sedan satsningen inleddes 1985.
År 2003 i samband med att SEB-koncernen avvecklade sina fastighetsinnehav i Sverige, förvärvades den fastighet som 1976 uppförts som Trygg-Hansas huvudkontor.